# Helen Brach
Helen Vorhees Brach, född 10 november 1911 i Unionport i Ohio, försvunnen 17 februari 1977 i Rochester i Minnesota, var en amerikansk mångmiljonärsänka, då hon gift in sig i EJ Brach & Sons Candy Company. Hon stiftade även Helen V. Brach Foundation för att främja djurens välfärd 1974. Brach försvann den 17 februari 1977 och dödförklarades i maj 1984 från och med datumet då hon försvann.
En utredning av fallet avslöjade kriminell aktivitet i samband med Chicagos häststallägare, inklusive Silas Jayne och Richard Bailey. Mer än ett decennium senare anklagades Bailey för att ha konspirerat att mörda Brach. Han blev dock inte dömd för detta, men fick senare ett långt straff efter att ha dömts för att ha bedragit henne.